# Aspøy
 Ikke at forveksle med Aspøya,  en ø og en bygd i Tingvoll i Nordmøre
Aspøy eller Aspøya er en ø og en bydel i Ålesund kommune. Øen er en af centrumsøerne og har et folketal på 3.376  (2015).  Aspøya er en tæt befolket ø, da arealet kun er 0,6 km². Øen huser i dag Ålesunds politistation, flere af byens hoteller, kunstmuseet Kube, Jugendstilcenteret, Ålesund kirke og meget af Ålesunds fiskeindustri.  Ålesund Fiskerimuseum ligger på nordsiden af Aspøya. Europavej E136 (Dombås-Ålesund) har endepunkt på øen.
Nordøstspidsen af øen er en del af Ålesunds indre havnebassin. I bydelen ligger også Moloveien hvor træhusbebyggelsen står tilbage fra før bybranden i 1904 og fyrtårnet Molja (udtales «Moljå») som i 2008 blev ombygget til hotelværelser.
Øen er forbundet med naboøen Nørvøya, via Hellebroen over Ålesundet - også kaldt Brosundet, og med Skarbøvika på naboøen Heissa via Steinvågsbroen fra 1953.